# シャイール・ベルガズワニ
シャイール・ベルガズワニ（Chair Belghazouani, 1986年10月6日 - ）はフランス・コルス＝デュ＝シュド県ポルト＝ヴェッキオ出身の元サッカー選手。モロッコにルーツがある。

## 経歴
グルノーブル・フット38のユース出身で、2004年にデビューをはたす。2007-08シーズンにFCディナモ・キーウに移籍するが、満足に出場機会が得られなかった。2008年からRCストラスブールやヌーシャテル・ザマックス、トゥールFCへのレンタル移籍を経て、FCディナモ・キーウに復帰するもトップチームでの出場はなく、2012年1月にSVズルテ・ワレヘムへ完全移籍。同年6月よりACアジャクシオでプレーした。2014年6月10日、スタッド・ブレスト29に2年契約で移籍。2015年9月11日、レヴァディアコスFCに加入。2019年1月23日、FCブルーボーイズ・ミューレンバッハに加入。

## 代表歴
- 2006年トゥーロン国際大会にU-20フランス代表として出場。
- 2012年11月14日親善試合トーゴ代表戦でモロッコ代表デビューした。